# Beljin
Beljin (en serbe cyrillique : Бељин) est un village de Serbie situé dans la municipalité de Vladimirci, district de Mačva. Au recensement de 2011, il comptait 460 habitants.

## Démographie
| 1948 | 1953  | 1961 | 1971 | 1981 | 1991 | 2002 | 2011 |
| ---- | ----- | ---- | ---- | ---- | ---- | ---- | ---- |
| 996  | 1 022 | 964  | 812  | 794  | 717  | 657  | 460  |

|  |